# 田實發
田實發，字梅屿，号玉禾山人，安徽合肥人。

## 生平
雍正八年（1730年）庚戌科进士。官江苏徐州府儒学教授。曾师事李天馥，与王概兄弟游。工诗，颇事雕琢。有《玉禾山人集》十卷，附《绿杨亭词》一卷。

## 轶事
袁枚《隨園詩話》載其會試前征兆之事。